# Сейнт Питърсбърг
Сейнт Питърсбърг (на английски: Saint Petersburg) е град в окръг Пинелас, Флорида, Съединените американски щати.
Разположен е на брега на Мексиканския залив, на 20 km югозападно от центъра на Тампа. Населението му е 263 255 души (по приблизителна оценка от 2017 г.).

## Други
- В Сейнт Питърсбърг умира писателят Джак Керуак (1922 – 1969)
- В Сейнт Питърсбърг е седалището на фондацията Уикимедия